# 赤瓟
赤瓟（学名：Thladiantha dubia）为葫芦科赤瓟属的植物。分布在欧洲、朝鲜、日本以及中国大陆的辽宁、黑龙江、河北、甘肃、陕西、吉林、宁夏、山东、山西等地，生长于海拔300米至1,800米的地区，多生长在河谷、山坡以及林缘湿处，目前尚未由人工引种栽培。

## 外部連結
- 赤雹, Chibao 藥用植物圖像數據庫 (香港浸會大學中醫藥學院) （繁體中文）（英文）